# Parapsectris similis
Parapsectris similis is een vlinder uit de familie tastermotten (Gelechiidae). De wetenschappelijke naam van deze soort is voor het eerst geldig gepubliceerd in 1981 door Povolny.
De soort komt voor in tropisch Afrika.